# 429
429（四百二十九、よんひゃくにじゅうきゅう）は自然数、また整数において、428の次で430の前の数である。

## 性質
- 429は合成数。約数は 1, 3, 11, 13, 33, 39, 143, 429 である。
  - 約数の和は672。
    - 約数の和が倍積完全数672になる3番目の数である。1つ前は308、次は446。
    - 約数の和が倍積完全数になる11番目の数である。1つ前は427、次は446。
- 7番目のカタラン数である。1つ前は132、次は1430。
{\displaystyle 429={\frac {14!}{8!\times 7!}}={\frac {9\times 10\times 11\times 12\times 13\times 14}{1\times 2\times 3\times 4\times 5\times 6\times 7}}}
- 49番目の楔数である。1つ前は426、次は430。
- 各位の和が15になる23番目の数である。1つ前は393、次は438。
- 429 = σ(1) + σ(6) + σ(28) + σ(120) = 1 + 12 + 56 + 360 (ただし σ は約数関数)
  - 完全数を作る数式 2n−1(2n − 1) からできる倍積完全数の約数の総和で表せる数である。1つ前は69、次は1421。
- 429 = 22 + 52 + 202 = 22 + 82 + 192 = 22 + 132 + 162 = 82 + 132 + 142
  - 3つの平方数の和4通りで表せる41番目の数である。1つ前は417、次は451。(オンライン整数列大辞典の数列 A025324)
  - 異なる3つの平方数の和4通りで表せる27番目の数である。1つ前は419、次は449。(オンライン整数列大辞典の数列 A025342)
- 429 = 232 − 100
  - n = 23 のときの n2 − 100 の値とみたとき1つ前は384、次は476。(オンライン整数列大辞典の数列 A120071)
- 429 = 252 − 196
  - n = 25 のときの n2 − 142 の値とみたとき1つ前は380、次は480。(オンライン整数列大辞典の数列 A132770)
- 7倍すれば3003、70倍すれば30030（最小の六素合成数）、259倍すれば111111、840倍すれば360360（1～15全ての最小公倍数）である。

## その他 429 に関連すること
- 西暦429年
- 紀元前429年
- ケプラー429
- 429レコード
- ベル 429
- ユニコーン (USS Unicorn, SS-429) は、アメリカ海軍の潜水艦。
- 4月29日は昭和時代は天皇誕生日、1989年から2006年まではみどりの日、2007年からは昭和の日（みどりの日は5月4日に移動）である。